# 莫肖盧公園道車站
莫肖盧公園道車站（英語：Mosholu Parkway station）是紐約地鐵IRT傑羅姆大道線一個慢車地鐵站，位於布朗克斯莫肖盧園道和傑羅姆大道交界，設有4號線（任何時候停站）列車服務。

## 車站結構
| 月台層 | 側式月台 | 側式月台                                                                   |
| 月台層 | 北行慢車 | ← 往伍德羅恩 (總站)                                                        |
| 月台層 | 尖峰快車 | → 無定期服務                                                               |
| 月台層 | 南行慢車 | → 往皇冠高地-猶提卡大道 (深夜往新地段大道) (貝德福德公園林蔭路-雷曼學院) → |
| 月台層 | 側式月台 |                                                                            |
| 夾層   | 夾層     | 閘機、車站詢問處、Metrocard自動售票機                                      |
| Ground | 街道層   | 出入口                                                                     |

莫肖盧公園道車站設有兩個側式月台和三條軌道。車站於1918年4月15日作為IRT傑羅姆大道線最後北延至伍德羅恩的一部分啟用。
中央軌道於車站以北開設，一般不用作營運。2009年6月8日至26日，紐約市公共運輸局進行試點計劃，南行方向設有4班快車，停靠伯恩賽德大道車站及149街-大廣場車站，並於125街車站恢復快車路線。雖然此站並非設計為快車地鐵站，快車以車站以南一個轉轍器轉往快車軌道。2009年10月26日至12月11日，一個試點計劃將早上繁忙時間制定為五班南行4號線列車以快車行駛。
車站以南設有一條軌道由傑羅姆車廠前往南行全部三條軌道。

## 外部連結
- 维基共享资源上的相關多媒體資源：莫肖盧公園道車站
- nycsubway.org—IRT Woodlawn Line: Mosholu Parkway
- nycsubway.org — Metromorphosis/Birth of a Station Artwork by Corinne Grondahl (2006) （页面存档备份，存于）
- Station Reporter — 4 Train
- The Subway Nut — Mosholu Parkway Pictures （页面存档备份，存于）
- MTA's Arts For Transit — Mosholu Parkway (IRT Jerome Avenue Line)
- Mosholu Parkway entrance from Google Maps Street View （页面存档备份，存于）
- Platforms from Google Maps Street View